# 목천포천
목천포천(木川浦川)은 전북특별자치도 익산시 동산동에서 발원하여 전북특별자치도 익산시 목천동에서 만경강에 유입되는 전북특별자치도의 하천이다. 하천연장은 17km이며, 유역면적은 32.72km2이다.